# Rotondă (geometrie)
În geometrie o rotondă este un poliedru format din două poligoane, unul (baza) cu de două ori mai multe laturi decât celălalt, unite printr-o bandă alternantă de triunghiuri isoscele și pentagoane. Dacă triunghiurile sunt echilaterale și pentagoanele, baza și fața ei opusă sunt regulate, există un singur astfel de poliedru, rotonda pentagonală, care este poliedrul Johnson J6.

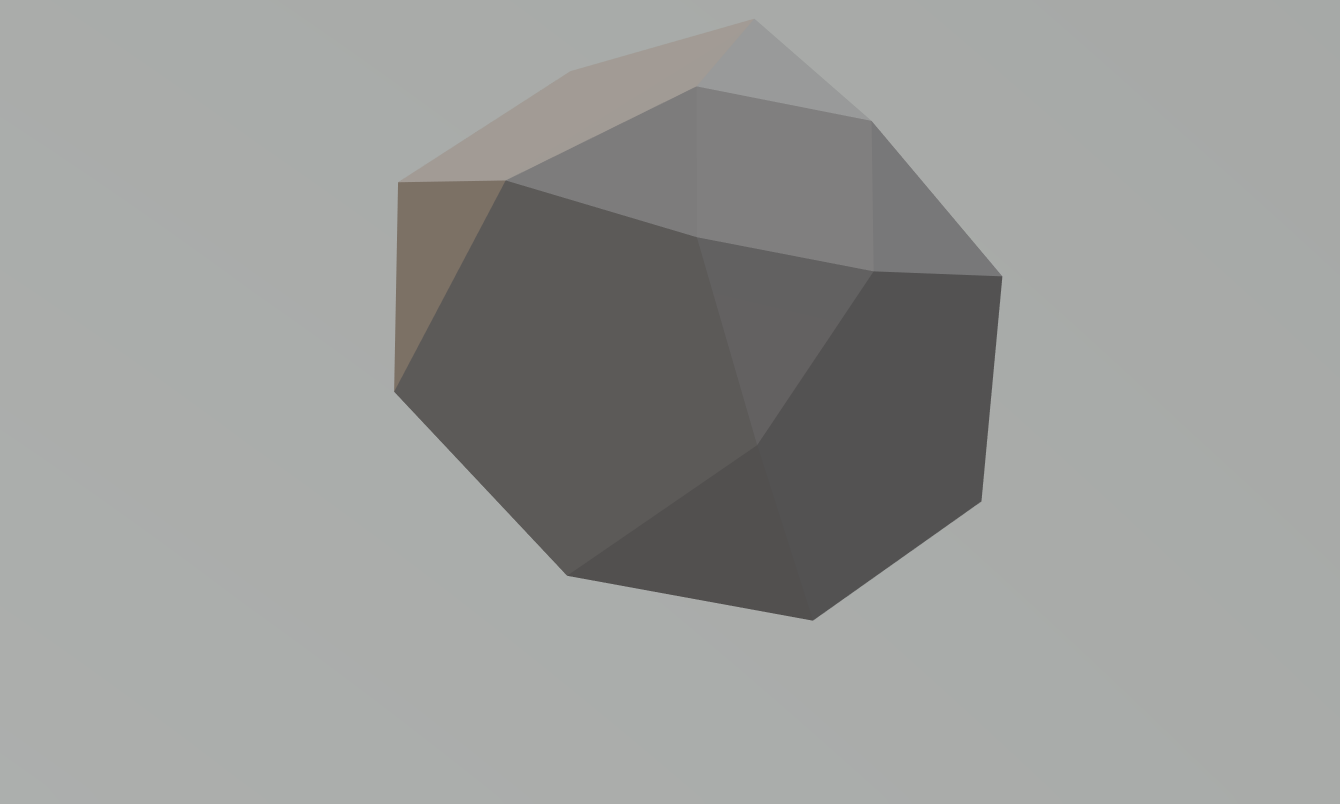
Rotondă pătrată

Există un număr infinit de rotonde la care fețele nu sunt regulate. Toate au simetrie ciclică.